# Euro w Polsce
Wprowadzenie euro w Polsce wynika ze zobowiązań płynących z traktatu ateńskiego przyjętego w referendum w 2003 roku. Polska ma status państwa z derogacją, zobowiązała się do spełnienia kryteriów z Maastricht, co oznacza rezygnację z jednostronnej euroizacji. Polska nie jest członkiem Europejskiego Mechanizmu Kursów Walutowych, co stanowi jedną z zasadniczych przeszkód na drodze do przyjęcia euro w krótkim czasie. Ponadto istotny warunek z punktu widzenia prawnego stanowi konieczność nowelizacji Konstytucji.
Data zamiany złotego na euro nie jest określona. Polska zobowiązała się do przyjęcia tej waluty, ale nie określiła terminu jej przyjęcia. Rozliczanie w euro dopuszczalne jest jednak w wielu punktach usługowych.

## Aspekty proceduralne
Kraje strefy euro
     Kraje należące do ERM II
     Kraje UE nieużywające euro
     Kraje spoza UE używające euro

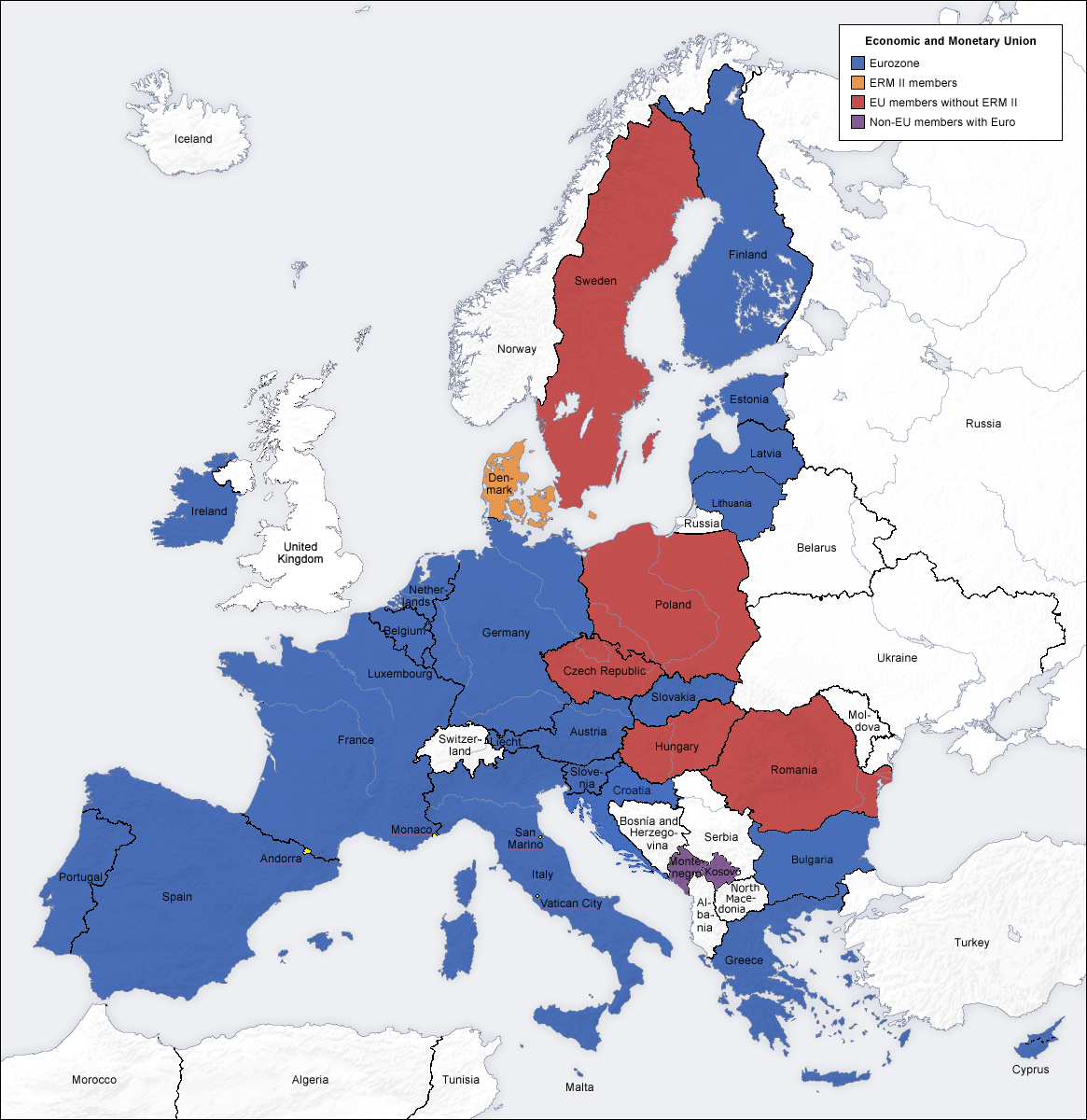
Kraje strefy euro
Kraje należące do ERM II
Kraje UE nieużywające euro
Kraje spoza UE używające euro

Od 1 maja 2004 Polska uczestniczy w Unii Gospodarczej i Walutowej, jednak objęta jest derogacją. Ma zatem podobny status jak większość państw, które przystąpiły do UE wraz z nią, odmienny natomiast od Danii, która uzyskała klauzulę opt-out. Uchylenie derogacji uzależnione jest od wypełnienia kryteriów konwergencji. Należą do nich:
- cztery kryteria konwergencji nominalnej;
  - kryterium stabilności cen;
  - kryterium fiskalne;
  - kryterium kursu walutowego;
  - kryterium stóp procentowych;
- jedno kryterium konwergencji prawnej.

Decyzję o uchyleniu derogacji podejmie Rada Unii Europejskiej na wniosek Komisji Europejskiej oraz po konsultacji z Parlamentem Europejskim i po dyskusji na forum Rady Europejskiej. W związku z wejściem w życie traktatu lizbońskiego konieczne będzie również uzyskanie zalecenia ze strony obecnych państw strefy euro. Bieżące informacje na temat aktualnego stanu wypełnienia kryteriów zbieżności publikowane są w wydawanym od sierpnia 2009 roku przez Biuro Pełnomocnika Rządu ds. Wprowadzenia Euro Monitorze konwergencji nominalnej. Proces wejścia Polski do strefy euro trwać będzie minimum trzy lata od momentu podjęcia strategicznej decyzji. Okres ten podzielony został na cztery etapy:
- przygotowanie i wejście do ERM II – najważniejszymi wydarzeniami tego etapu będzie podjęcie decyzji o włączeniu złotego do systemu oraz samo wejście do ERM II;
- wypełnienie kryteriów konwergencji – zakończone decyzją o uchyleniu derogacji w odniesieniu do Polski;
- przygotowania do wprowadzenia euro do obiegu – zakończone wejściem do strefy euro;
- proces wprowadzenia euro – zakończony wycofaniem złotego z obiegu.

Od początku utworzenia struktur odpowiedzialnych za wprowadzenie euro jednym z ich podstawowych zadań było opracowanie Ram Strategicznych Narodowego Planu Wprowadzenia Euro – dokumentu, w który określiłby działania związane z zamianą złotego na euro. Ramy Strategiczne NPWE zostały przyjęte przez Komitet do Spraw Europejskich w dniu 9 kwietnia 2010 roku.

## Stan wypełnienia kryteriów konwergencji przez Polskę
W marcu 2016 został opublikowany Monitor Konwergencji z UGW, który zastąpił ukazujące się dotychczas: Monitor Konwergencji Nominalnej oraz Monitor Konwergencji Realnej. Od tego czasu Monitor Konwergencji ukazuje się corocznie.
| Rok  | Miesiąc     | K. stabilności cen | K. fiskalne | K. kursu walutowego | K. stóp procentowych |
| ---- | ----------- | ------------------ | ----------- | ------------------- | -------------------- |
| 2023 | –           | N                  | T           | N                   | N                    |
| 2022 | –           | N                  | T           | N                   | N                    |
| 2021 | –           | N                  | T           | N                   | T                    |
| 2020 | –           | N                  | T           | N                   | T                    |
| 2019 | –           | T                  | T           | N                   | T                    |
| 2018 | –           | T                  | T           | N                   | N                    |
| 2017 | –           | T                  | T           | N                   | T                    |
| 2016 | –           | T                  | T           | N                   | T                    |
| 2015 | listopad    | T                  | T           | N                   | T                    |
| 2015 | październik | T                  | T           | N                   | T                    |
| 2015 | wrzesień    | T                  | T           | N                   | T                    |
| 2015 | sierpień    | T                  | T           | N                   | T                    |
| 2015 | lipiec      | T                  | T           | N                   | T                    |
| 2015 | czerwiec    | T                  | N           | N                   | T                    |
| 2015 | maj         | T                  | N           | N                   | T                    |
| 2015 | kwiecień    | T                  | N           | N                   | T                    |
| 2015 | marzec      | T                  | N           | N                   | T                    |
| 2015 | luty        | T                  | N           | N                   | T                    |
| 2015 | styczeń     | T                  | N           | N                   | T                    |
| 2014 | grudzień    | T                  | N           | N                   | T                    |
| 2014 | listopad    | T                  | N           | N                   | T                    |
| 2014 | październik | T                  | N           | N                   | T                    |
| 2014 | wrzesień    | T                  | N           | N                   | T                    |
| 2014 | sierpień    | T                  | N           | N                   | T                    |
| 2014 | lipiec      | T                  | N           | N                   | T                    |
| 2014 | czerwiec    | T                  | N           | N                   | T                    |
| 2014 | maj         | T                  | N           | N                   | T                    |
| 2014 | kwiecień    | T                  | N           | N                   | T                    |
| 2014 | marzec      | T                  | N           | N                   | T                    |
| 2014 | luty        | T                  | N           | N                   | T                    |
| 2014 | styczeń     | T                  | N           | N                   | T                    |
| 2013 | grudzień    | T                  | N           | N                   | T                    |
| 2013 | listopad    | T                  | N           | N                   | T                    |
| 2013 | październik | T                  | N           | N                   | T                    |
| 2013 | wrzesień    | T                  | N           | N                   | T                    |
| 2013 | sierpień    | T                  | N           | N                   | T                    |
| 2013 | lipiec      | T                  | N           | N                   | T                    |
| 2013 | czerwiec    | T                  | N           | N                   | T                    |
| 2013 | maj         | T                  | N           | N                   | T                    |
| 2013 | kwiecień    | N                  | N           | N                   | T                    |
| 2013 | marzec      | N                  | N           | N                   | T                    |
| 2013 | luty        | N                  | N           | N                   | T                    |
| 2013 | styczeń     | N                  | N           | N                   | N                    |
| 2012 | grudzień    | N                  | N           | N                   | N                    |
| 2012 | listopad    | N                  | N           | N                   | N                    |
| 2012 | październik | N                  | N           | N                   | N                    |
| 2012 | wrzesień    | N                  | N           | N                   | N                    |
| 2012 | sierpień    | N                  | N           | N                   | N                    |
| 2012 | lipiec      | N                  | N           | N                   | N                    |
| 2012 | czerwiec    | N                  | N           | N                   | T                    |
| 2012 | maj         | N                  | N           | N                   | T                    |
| 2012 | kwiecień    | N                  | N           | N                   | T                    |
| 2012 | marzec      | N                  | N           | N                   | T                    |
| 2012 | luty        | N                  | N           | N                   | T                    |
| 2012 | styczeń     | N                  | N           | N                   | T                    |
| 2011 | grudzień    | N                  | N           | N                   | T                    |
| 2011 | listopad    | N                  | N           | N                   | T                    |
| 2011 | październik | N                  | N           | N                   | T                    |
| 2011 | wrzesień    | N                  | N           | N                   | T                    |
| 2011 | sierpień    | N                  | N           | N                   | T                    |
| 2011 | lipiec      | N                  | N           | N                   | T                    |
| 2011 | czerwiec    | N                  | N           | N                   | T                    |
| 2011 | maj         | T                  | N           | N                   | N                    |
| 2011 | kwiecień    | T                  | N           | N                   | T                    |
| 2011 | marzec      | T                  | N           | N                   | N                    |
| 2011 | luty        | N                  | N           | N                   | N                    |
| 2011 | styczeń     | N                  | N           | N                   | T                    |
| 2010 | grudzień    | N                  | N           | N                   | T                    |
| 2010 | listopad    | N                  | N           | N                   | T                    |
| 2010 | październik | N                  | N           | N                   | T                    |
| 2010 | wrzesień    | N                  | N           | N                   | T                    |
| 2010 | sierpień    | N                  | N           | N                   | T                    |
| 2010 | lipiec      | N                  | N           | N                   | T                    |
| 2010 | czerwiec    | N                  | N           | N                   | T                    |
| 2010 | maj         | N                  | N           | N                   | N                    |
| 2010 | kwiecień    | N                  | N           | N                   | N                    |
| 2010 | marzec      | N                  | N           | N                   | N                    |
| 2010 | luty        | N                  | N           | N                   | T                    |
| 2010 | styczeń     | N                  | N           | N                   | N                    |
| 2009 | grudzień    | N                  | N           | N                   | T                    |
| 2009 | listopad    | N                  | N           | N                   | T                    |
| 2009 | październik | N                  | N           | N                   | T                    |
| 2009 | wrzesień    | N                  | N           | N                   | T                    |
| 2009 | sierpień    | N                  | N           | N                   | T                    |

W latach 2004–2008 i 2009–2015 Polska objęta była procedurą nadmiernego deficytu. W 2024 Rada UE rekomendowała ponowne objęcie Polski tą procedurą.

### Zgodność ustawodawstwa krajowego z Traktatami (konwergencja prawna)
Polska – jako państwo członkowskie objęte derogacją – jest zobowiązana w całości spełnić wymagania dostosowawcze określone w art. 131 Traktatu.
Według „Raportu o konwergencji” opublikowanego przez Europejski Bank Centralny w maju 2010, prawo polskie nie spełnia wszystkich wymagań dotyczących niezależności banku centralnego, zakazu finansowania ze środków banku centralnego oraz integracji prawnej z Eurosystemem. Według raportu, w żadnym z dziewięciu badanych państw członkowskich nie stwierdzono pełnej zgodności ustawodawstwa ze wszystkimi wymogami dotyczącymi przyjęcia euro, określonymi w Traktatach oraz Statucie Europejskiego Systemu Banków Centralnych i EBC. Również Komisja Europejska w swoim „Convergence Report 2010” stwierdzała, że ustawodawstwo polskie – w szczególności Ustawa o NBP i tekst Konstytucji RP – nie są w pełni zgodne z art. 130 i 131 Traktatu oraz Statutem Europejskiego Systemu Banków Centralnych i EBC.
Eksperci są zgodni, iż w celu wprowadzenia waluty emitowanej przez EBC (euro) jako polskiego pieniądza Konstytucja RP powinna zostać odpowiednio znowelizowana, co wymaga większości 2/3 głosów w Sejmie w obecności co najmniej połowy ustawowej liczby posłów oraz dodatkowo bezwzględniej większości głosów w Senacie w obecności co najmniej połowy ustawowej liczby senatorów.

## Przewidywane skutki wprowadzenia euro
Zastąpienie złotego przez euro stanowi przedmiot analiz ekonomicznych głównych instytucji publicznych zajmujących się finansami w Polsce (jak np. ekspertyza z 2012 roku rekomendująca wprowadzenie euro przygotowana dla Fundacji Schumana i Fundacji Konrada Adenauera czy raport S&P Global Ratings z 2015 roku również to zalecający). Do tego rodzaju opracowań obejmujących zagadnienia związane z tym tematem należą publikacje sporządzone przez Ministerstwo Finansów w 2005 roku oraz Narodowy Bank Polski w 2004 i 2009 roku. W raportach tych odniesiono się zarówno do przewidywanych szans i korzyści, jak i do potencjalnych zagrożeń, i spodziewanych kosztów. Opracowanie NBP z 2009 roku podsumowało, że w związku z wejściem do strefy euro Polska w ciągu dziesięciu lat zyska dodatkowe 7,5% PKB. W 2014 roku NBP stwierdziło, że przyjęcie euro będzie dla Polski korzystne, gdy przeprowadzi ona odpowiednie reformy. Do pozytywnych następstw związanych z przyjęciem euro zaliczono:
- wpływ na rynki finansowe – poprawa poziomu integracji rynków oraz stworzenie szansy poprawy stabilności instytucji finansowych;
- bezpieczeństwo finansowe – w przypadku popadnięcia polskich banków albo Polski w trudności finansowe, inne kraje strefy euro mają obowiązek udzielić im pomocy[111];
- bezpośrednie korzyści
  - związane z redukcją kosztów transakcyjnych i ryzyka kursowego – według danych opublikowanych przez Ministerstwo Finansów w grudniu 2009 roku aż 56% przedsiębiorców sektora MŚP wskazywało na wahania kursowe jako na główny czynnik utrudniający rozpoczęcie lub rozszerzenie działalności na skalę międzynarodową[8];
    - obniżenie kosztów prowadzenia działalności gospodarczej;
    - ułatwienie prowadzenia księgowości;
    - możliwość lepszego planowania sytuacji finansowej przez podmioty gospodarcze;
    - wzrost porównywalności i przejrzystości cen w wymiarze międzynarodowym;
    - poprawę pozycji Polski jako partnera w handlu międzynarodowym w związku ze stosowaniem waluty o silnej pozycji globalnej;
    - brak konieczności wymiany walut i ponoszenia związanych z tym kosztów;
    - zwiększenie przejrzystości rynku i obniżenie barier wejścia;
    - intensyfikacja wymiany handlowej – według szacunków z 2008 roku wyższa dynamika eksportu mogłaby mieć miejsce nawet przez 25 lat od przyjęcia euro[110];
    - wzrost inwestycji – zarówno w odniesieniu do inwestycji krajowych, jak i zagranicznych inwestycji bezpośrednich;

  - związane z oceną sytuacji makroekonomicznej
    - zwiększenie stabilności makroekonomicznej;
    - ograniczenie spekulacji walutowych;
    - ograniczenie ryzyka wystąpienia kryzysu walutowego;
    - wzrost wiarygodności prowadzonej polityki pieniężnej;
    - wzrost wiarygodności polityki fiskalnej związany z zobowiązaniami wynikającymi z Paktu Stabilności i Wzrostu;
    - poprawa ocen ratingowych;

  - związane z obniżeniem stopy procentowej
    - spadek kosztów pozyskania kapitału dla gospodarstw domowych, przedsiębiorstw oraz instytucji publicznych;
    - łatwiejsza dostępność kredytów i związany z tym wzrost konsumpcji;
    - poprawa zdolności obsługi zadłużenia.

Publikacje zwracają jednocześnie uwagę, że część spośród wymienionych następstw ma charakter potencjalny i może być uwarunkowana przeprowadzeniem określonych zmian, takich jak reforma finansów publicznych, czy też redukcja długu publicznego. Zauważa się również, że wiele pozytywnych następstw przyjęcia euro materializuje się w dłuższym okresie. Skala wielu spośród spodziewanych korzyści trudna jest do ścisłego określenia, jednak ekonomiści próbują oszacować część z nich. Np. koszty transakcyjne w prowadzonym przez Polskę handlu zagranicznym wynosiły w 2008 roku ok. 1,0–1,5% PKB, przy czym 70% eksportu i 60% importu rozliczano w euro.
Poza wymienionymi korzyściami Polska uzyska też większy wpływ na podejmowanie decyzji w ramach całej Unii Europejskiej. Związane to będzie z uzyskaniem członkostwa w Eurogrupie oraz uzyskaniem lepszej pozycji w ramach Europejskiego Systemu Banków Centralnych – NBP wejdzie bowiem w skład Eurosystemu, a jego prezes w skład Rady Prezesów Europejskiego Banku Centralnego.

Graficzny symbol euro

Z kolei po stronie kosztów i zagrożeń Zespół Analityków NBP wymienia następujące negatywne konsekwencje wejścia do strefy euro:
- długookresowe;
  - przeniesienie polityki pieniężnej na szczebel wspólnotowy – zwraca się jednocześnie uwagę na konieczność uwzględnienia aspektów globalizacji[112], które zdecydowanie ograniczają realną możliwość prowadzenia autonomicznej polityki pieniężnej (w tym utrata możliwości korzystania z kursu walutowego jako narzędzia polityki dostosowawczej). Koszty rezygnacji z autonomii w tym zakresie oceniono na 0,055% długookresowej konsumpcji[110];
  - możliwy obowiązek pomocy potencjalnym unijnym bankrutom na sumę wartą 1/3 funduszy strukturalnych, jakie Polska otrzyma z Unii Europejskiej w latach 2014–2020[111];
  - solidarne ratowanie zagrożonych banków, tak jak w przypadku Hiszpanii[111];
  - niekorzystne dla przedsiębiorców, w przypadku niekorzystnego kursu – napływ tanich towarów z zagranicy, co oznacza straty w zyskach i miejscach pracy, oraz konkurencyjności eksportu[113].
- średniookresowe;
  - zagrożenia dotyczące przyjęcia niekorzystnego kursu konwersji;
  - ryzyko pogorszenia się konkurencyjności gospodarki związane z możliwością wzrostu kosztów pracy;
  - zagrożenia dotyczące różnic inflacyjnych w obrębie unii walutowej;
  - przeznaczenie na walkę z kryzysem zadłużenia ok. 3,5 procent tzw. Mechanizmu Stabilności (~2,8 miliarda euro)[111]
  - gwarantowanie do 24,3 miliarda euro pożyczek, jakie maksymalnie może udzielić fundusz tzw. Mechanizmu Stabilności[111].
- krótkookresowe;
  - zagrożenia związane z uczestnictwem w ERM II – np. ryzyko wystąpienia tzw. zjawiska trójkąta niemożności[114];
  - efekty cenowe dotyczące wprowadzenia euro do obiegu gotówkowego oraz związane z tym negatywne konsekwencje iluzji euro, a także zjawiska związane z dążeniem do stosowania ceny atrakcyjnej – całkowity możliwy wpływ tych zjawisk na wzrost wskaźnika CPI oceniono na 3,29% przy założeniu, że dostosowania będą mieć charakter asymetryczny[110];
  - inne koszty związane z wprowadzeniem euro do obiegu gotówkowego i bezgotówkowego – emisja monet, wymiana automatów, wymiana cenników, zmiany w systemach komputerowych etc.;
  - koszty przeprowadzenia kampanii informacyjnej.

Nie wszystkie poważne źródła podzielają relatywnie wysoki optymizm NBP. W szczególności dokumentowany jest wzrost pesymizmu gospodarstw domowych, wielu krajów, jako skutek wprowadzenia waluty euro. Kwestionowana jest też wiarygodność części danych statystycznych, z lat bezpośrednio po wprowadzeniu waluty euro.

## Instytucjonalizacja procesu wprowadzenia euro
Tworzenie struktury organizacyjnej mającej bezpośrednio przygotować Polskę do wprowadzenia euro zostało zapoczątkowane przez rząd Donalda Tuska na przełomie 2008 i 2009 roku. Już 28 listopada 2008 roku ówczesny premier zaakceptował kandydaturę Ludwika Koteckiego na przyszłego pełnomocnika rządu do spraw wprowadzenia euro. Stosowne rozporządzenie w sprawie ustanowienia Pełnomocnika Rządu do Spraw Wprowadzenia Euro przez Rzeczpospolitą Polską zostało przyjęte przez Radę Ministrów 13 stycznia 2009 roku. Drugim aktem prawnym związanym z tworzeniem struktur odpowiedzialnych za proces wprowadzenia euro jest Rozporządzenie Rady Ministrów z dnia 3 listopada 2009 r. w sprawie powołania Narodowego Komitetu Koordynacyjnego do spraw Euro, Rady Koordynacyjnej oraz Międzyinstytucjonalnych Zespołów Roboczych do spraw Przygotowań do Wprowadzenia Euro przez Rzeczpospolitą Polską. Zgodnie z tym aktem prawnym powołane zostały następujące struktury:
- Narodowy Komitet Koordynacyjny do spraw euro – jego przewodniczącym jest Pełnomocnik Rządu do spraw Wprowadzenia Euro, zaś wiceprzewodniczącym – Pełnomocnik Zarządu Narodowego Banku Polskiego do spraw Wprowadzenia Euro. W skład Komitetu wchodzą również – Minister – Członek Rady Ministrów, kierujący pracami stałego komitetu Rady Ministrów, sekretarz stanu[120] w Ministerstwie Gospodarki, sekretarz stanu[120] w MSWiA, Sekretarz KIE, Prezes UOKIK, Prezes Rządowego Centrum Legislacji oraz Przewodniczący KNF[121];
- Rada Koordynacyjna – jej przewodniczącym jest Pełnomocnik Rządu, zaś wiceprzewodniczącym – Pełnomocnik Zarządu NBP. Oprócz nich, jako członkowie, w skład Rady wchodzą przewodniczący Zespołów Roboczych;
- Międzyinstytucjonalne Zespoły Robocze do spraw Przygotowań do Wprowadzenia Euro przez Rzeczpospolitą Polską – organy opiniodawczo-doradcze Rady. Powołano łącznie osiem Zespołów do spraw: Makroekonomicznych, Dostosowań Prawnych, Administracji Publicznej, Sektora Finansowego i Stabilności Finansowej, Wprowadzenia Banknotów i Monet Euro, Przedsiębiorstw Niefinansowych, Ochrony Konsumentów oraz Strategii Komunikacyjnej. W skład Zespołów Roboczych weszli przedstawiciele ok. trzydziestu różnych instytucji[119].

### Pełnomocnicy Rządu
- Ludwik Kotecki – 2 lutego 2009 – 1 lutego 2012[122]
- Maria Orłowska – 2 lutego 2012 – 25 maja 2012[122]
- Jacek Dominik – 22 czerwca 2012 – 2 lipca 2014[122]
- Artur Radziwiłł – 3 lipca 2014 – 26 listopada 2015[122]

Zgodnie z rozporządzeniem Rady Ministrów z dnia 28 grudnia 2015 stanowisko Pełnomocnika Rządu do Spraw Wprowadzenia Euro przez Rzeczpospolitą Polską zostało zniesione.

## Stanowiska polityczne

### Przed 2004 rokiem
Dyskusje nad terminem wejścia do strefy euro rozpoczęły się jeszcze przed akcesją. W wypowiedziach premiera Leszka Millera mowa była o latach 2007–2009. Polityk ten podkreślał jednocześnie konieczność wypełnienia restrykcyjnych kryteriów. W okresie bezpośrednio poprzedzającym przyjęcie Polski do Unii Europejskiej w debacie publicznej pojawiały się pomysły dotyczące wprowadzenia euro w możliwie najkrótszym terminie poprzez jednostronną euroizację. Przedstawicielami takiej koncepcji byli m.in. tacy ekonomiści jak Andrzej Bratkowski czy Jacek Rostowski, choć uważali oni, że krok ten powinien być poprzedzony rozmowami z Unią. Pogląd ten popierały również inne osoby związane z CASE. W 2005 roku na ten temat wypowiadał się także jeden z ówczesnych liderów PO Jan Rokita, który twierdził, że krok ten zapobiegłby nadmiernemu umocnieniu złotego. Przed taką decyzją ostrzegał jednak m.in. premier Marek Belka, który zwrócił uwagę na fakt, że zostałoby to źle odebrane przez UE. Utrzymywał, że należałoby raczej rozważyć powiązanie złotego z euro w ramach izby walutowej, jednak, jak zauważył, wymagałoby to zrównoważenia finansów publicznych. Dyskusje nad jednostronną euroizacją ustały wraz wejściem Polski do UGiW w 2004 roku.

### Lata 2005–2007
W okresie funkcjonowania koalicji PiS-u, Samoobrony i LPR wprowadzenie nowej waluty nie zaliczało się do priorytetów kolejnych rządów. W 2006 roku premier Kazimierz Marcinkiewicz wspominał o planach rozmów na temat wejścia do strefy euro, które miałyby rozpocząć się w 2009 roku. Jeszcze bardziej sceptycznie do kwestii euro odnosił się premier Jarosław Kaczyński, który wyrażał obawy na temat negatywnych konsekwencji przebywania w ERM II oraz przedstawił swoją opinię na temat wpływu euro na wzrost cen. Z dystansem do wprowadzenia nowej waluty odnosiły się też osoby z otoczenia prezydenta Lecha Kaczyńskiego, m.in. Aleksander Szczygło. W 2007 roku wicepremier i minister finansów Zyta Gilowska mówiąc o rozpoczęciu rozmów na temat euro wskazywała przełom lat 2009 i 2010, zaś odnośnie do samego przyjęcia euro wymieniała rok 2012.
W tym samym roku głos zabrał również nowy prezes NBP Sławomir Skrzypek, który stwierdził, że przyjęcie euro nastąpi najwcześniej w roku 2012. Jego poprzednik, Leszek Balcerowicz, jeszcze jako prezes NBP wielokrotnie wypowiadał się na temat zarówno konieczności realizacji zobowiązań traktatowych, jak i korzyści płynących z przyjęcia euro. Wskazywał m.in. na pozytywne skutki dla polskich eksporterów oraz powoływał się na badania MFW pozytywnie oceniające następstwa związane z wypełnieniem kryteriów konwergencji. Przypominał również o szansach na przyspieszenie rozwoju gospodarczego Polski oraz wskazywał na kiepską jakość informacji na temat rzeczywistych skutków wprowadzenia euro.

### Po 2007 roku

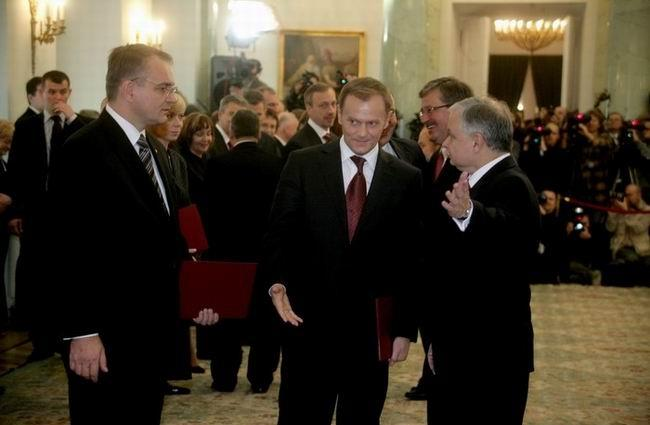
Premier Donald Tusk wraz z wicepremierem Waldemarem Pawlakiem i prezydentem Lechem Kaczyńskim

Rząd Donalda Tuska określił przyjęcie euro przez Polskę jako wyraz strategicznego interesu – stanowisko takie zawarto m.in. w harmonogramie pt. Mapa drogowa przyjęcia euro przez Polskę z października 2008 roku. Jeszcze we wrześniu 2008 roku jako o terminie zamiany waluty mówiono o roku 2011. Ówczesny szef Kancelarii Prezydenta Piotr Kownacki wskazywał wtedy raczej na rok 2012. Przeciwnikiem wyznaczania daty był jednak sam prezydent Lech Kaczyński, który ponadto wspominał o konieczności przeprowadzenia referendum w tej sprawie. Podejście rządu zmierzające do możliwie szybkiego wprowadzenia euro od początku wspierała główna partia tworząca jego zaplecze polityczne – Platforma Obywatelska – wyrazem tego było m.in. rozpoczęcie prac nad stosowną nowelizacją Konstytucji Rzeczypospolitej. Stanowisko to popierał także Ludwik Kotecki, pełnomocnik rządu ds. wprowadzenia euro. Z kolei przedstawiciele głównej partii opozycyjnej – Prawa i Sprawiedliwości – wypowiadali się negatywnie zarówno w odniesieniu do samego pomysłu szybkiego przyjęcia euro, jak i do idei szybkiego wypełnienia kryteriów zbieżności. Prezes PiS Jarosław Kaczyński określił deklaracje rządu m.in. jako początek kampanii prezydenckiej Donalda Tuska oraz stwierdził, że wprowadzenie euro będzie szkodliwe dla społeczeństwa, a szczególnie dla emerytów.
Już na początku 2009 roku w związku ze złą sytuacją fiskalną w Polsce Donald Tusk zapowiedział, że realizacja planu przyjęcia euro może zostać przesunięta w czasie. W połowie roku premier powiedział, że plan ulega zawieszeniu. Na przełomie stycznia i lutego 2010 roku premier Donald Tusk zaprezentował Plan rozwoju i konsolidacji finansów publicznych w latach 2010–2011, jednak określenie daty wprowadzenia nowej waluty uzależnił też od postępu w negocjacjach z koalicyjnym PSL. Głos w debacie na temat przystąpienia Polski do euro zabrali także prezes NBP Marek Belka oraz prezydent Bronisław Komorowski, którzy objęli swoje urzędy w roku 2010. Obaj wyrazili podobne stanowisko, twierdząc, że przyjęcie euro leży w polskim interesie, jednak warto poczekać aż strefa euro upora się z trudnościami gospodarczymi. Z kolei sprawujący urząd od 2015 roku prezydent Andrzej Duda określił, że w jego ocenie z przyjęciem euro należy poczekać do momentu, gdy płace w Polsce zbliżą się do średniego poziomu płac w UE. Przeciwko wprowadzeniu euro w trakcie swojej kadencji wypowiadał się prezes NBP Adam Glapiński.
W 2018 apel do premiera Mateusza Morawieckiego opublikowała redakcja Rzeczpospolitej wraz z gronem ekonomistów. W odpowiedzi premier oznajmił, że strefy euro w obecnym kształcie nie uważa za optymalny obszar walutowy i rząd nie jest w tym momencie zainteresowany zamianą waluty. Według stanu na 2023 ugrupowaniami przeciwnymi wprowadzeniu euro w Polsce pozostają Prawo i Sprawiedliwość (w tym prezes tej partii Jarosław Kaczyński), Kukiz’15, Konfederacja, Partia Republikańska oraz Suwerenna Polska. Z kolei przychylne przyjęciu wspólnej waluty są Platforma Obywatelska, Nowoczesna i Zieloni, zaś bardziej neutralne stanowisko wyraża Polskie Stronnictwo Ludowe oraz Lewica Razem. W sposób najbardziej zdecydowany za wprowadzeniem euro wypowiadają się przedstawiciele ugrupowania Polska 2050.
O zmianę postaw politycznych na sprzyjające przyjęciu euro zabiega m.in. Fundacja Wolności Gospodarczej, która w 2022 zainicjowała kampanię Kurs na euro.
W 2025 roku na pytanie o euro w Polsce (w kontekście przystąpienia Bułgarii do strefy euro) minister finansów Andrzej Domański odpowiedział: „Polska w tej chwili nie prowadzi prac nad przystąpieniem do strefy euro.”

## Oceny społeczne dotyczące euro
Z badań CBOS z marca 2011 wynikało, że za przyjęciem euro opowiada się 32% Polaków, w porównaniu 28% więcej osób było za w kwietniu 2010 roku. Przeciwnych było 60%, czyli o 11%. więcej niż w kwietniu 2010 roku.
Z badań TNS OBOP z lutego 2011 wynikało, że 51% Polaków uznawało przyjęcie euro za niekorzystne, natomiast 17% możliwość tę oceniało pozytywnie. 24% uważało taki krok za obojętny, natomiast 8% nie miało zdania.
Z badań Centrum Badania Opinii Społecznej (CBOS) w 2012 roku wynikało, że wprowadzenie euro w Polsce popiera 25%, 68% jest zdecydowanie przeciw. Sprzeciw wobec przystąpienia Polski do strefy euro dominował we wszystkich analizowanych grupach społeczno-demograficznych. Większość z osób przekonanych o zasadności przyjęcia wspólnej waluty twierdziła, że nie należy się z tym spieszyć. W tym samym roku w według raportu German Marshall Fund 71% badanych Polaków wyraziło przekonanie, że wprowadzenie euro byłoby potencjalnie szkodliwe dla polskiej gospodarki.
Według Badania Eurobarometru z 2021 za przyjęciem euro było 56% Polaków, a przeciwko 41%. 74% wskazywało przy tym na obawę co do wzrostu cen, a 51% wiązało przyjęcie wspólnej waluty z pozytywnymi skutkami dla polskiej gospodarki. Z kolei w badaniu UCE RESEARCH i SYNO Poland z tego samego roku 25,2% badanych uznało, że Polska powinno przyjąć euro, a przeciwną opinię wyraziło 53%, przy czym 17,4% nie miało opinii na ten temat, a 4,4% wyraziło obojętność. W 2023 w sondażu IBRIS dla Radia ZET przychylną opinię na temat przyjęcia euro wyraziło 24,5% badanych, a przeciwną 64,2%. Z kolei z przeprowadzonego wiosną 2023 sondażu Eurobarometru wynika, że 55% Polaków popiera wprowadzenie euro w Polsce, zaś 44% jest przeciw. Koncepcja przyjęcia euro cieszy się szczególną popularnością w środowisku przedsiębiorców.
Poniższa tabela prezentuje wyniki badań Eurobarometru z lat 2007–2023 dotyczące oceny Polaków wobec konsekwencji wprowadzenia euro:
| Rok  | Miesiąc      | Pozytywny wpływ dla kraju | Pozytywny wpływ z własnej perspektywy |
| ---- | ------------ | ------------------------- | ------------------------------------- |
| 2023 | kwiecień     | 51%                       | 53%                                   |
| 2022 | kwiecień     | 58%                       | 59%                                   |
| 2021 | maj          | 56%                       | 53%                                   |
| 2020 | maj-czerwiec | 45%                       | 46%                                   |
| 2019 | kwiecień     | 44%                       | 43%                                   |
| 2018 | kwiecień     | 47%                       | 46%                                   |
| 2017 | kwiecień     | 43%                       | 41%                                   |
| 2016 | kwiecień     | 37%                       | 37%                                   |
| 2015 | kwiecień     | 39%                       | 39%                                   |
| 2014 | kwiecień     | 40%                       | 41%                                   |
| 2013 | kwiecień     | 36%                       | 34%                                   |
| 2012 | kwiecień     | 39%                       | 37%                                   |
| 2011 | listopad     | 36%                       | 36%                                   |
| 2011 | maj          | 43%                       | 36%                                   |
| 2010 | wrzesień     | 43%                       | 36%                                   |
| 2010 | maj          | 48%                       | 41%                                   |
| 2009 | wrzesień     | 52%                       | 45%                                   |
| 2009 | maj          | 58%                       | 45%                                   |
| 2008 | maj          | 47%                       | 45%                                   |
| 2007 | wrzesień     | 67%                       | ?                                     |
| 2007 | marzec       | 52%                       | ?                                     |

Źródło danych za lata 2007–2013: Eurobarometer. Public Opinion and the euro oraz za lata 2013–2023: Eurobarometer. Public opinion on the euro.

## Polskie rewersy monet euro
Wizerunki polskich monet euro nie są ustalone. Liczne pomysły pojawiały się natomiast w wypowiedziach publicystycznych, szczególnie przy okazji konkursu zorganizowanego przez „Rzeczpospolitą”. Wśród proponowanych motywów powtarzał się m.in. orzeł w koronie, znak graficzny NSZZ „Solidarność”, wizerunek Mikołaja Kopernika i Fryderyka Chopina. Od strony produkcyjnej Polska jest przygotowana do decyzji o przyjęciu euro – od 2006 r. Polska Wytwórnia Papierów Wartościowych jest jednym z 15 podmiotów uprawnionych przez Europejski Bank Centralny do druku banknotów euro.